# Geografia Sokotry

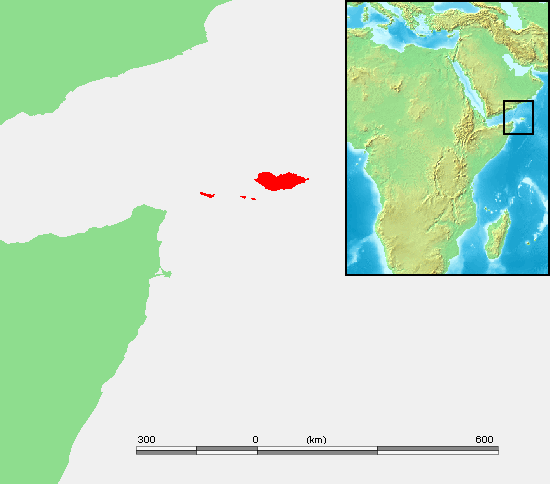
Położenie Sokotry

Sokotra jest wyspą należącą do Jemenu i wraz trzema mniejszymi tworzy archipelag Sokotra, ciągnący się mniej więcej równoleżnikowo. Sokotra wraz z pozostałymi wyspami leży pomiędzy wodami Zatoki Adeńskiej, otwartymi wodami Oceanu Indyjskiego, które oblewają wyspy od południa i od wschodu. Sokotra jest górzysta wyspą, gdzie panuje gorący, zwrotnikowy klimat.

## Powierzchnia, skrajne punkty i granice
Powierzchnia całkowita archipelagu 3796 km²
Skrajne punkty: północny 12°42′N, południowy 12°06′N, zachodni 52°03′E, wschodni 54°32′E. Wyspy rozciągają się na długości 270 km. Główna wyspa – Sokotra leży około 250 km na wschód od przylądka Gees Gwardafuy (Somalia), jednak najdalej wysunięta na zachód wyspa Abd al-Kuri leży około 90 km do wybrzeżu Rogu Afryki. Archipelag Sokotry od granic z wybrzeżem Jemenu dzieli około 400 km.
Należące do Jemenu wyspy poprzez wody terytorialne Oceanu Indyjskiego graniczą od zachodu z Somalią (Róg Afryki).

Mapa wysp

## Ukształtowanie poziome
Archipelag Sokotry składa się z największej wyspy Sokotra, która ma 3579 km² powierzchni, drugiej co wielkości wyspy Abd al-Kuri mającej powierzchnię 133 km², wyspy Samha mającej około 40 km², oraz wyspy Darsa mającej około 10 km². Wyspy mają umiarkowanie rozwiniętą linię brzegową, gdzie występują niewielkie zatoki. Wybrzeże wszystkich wysp jest większości skaliste, gdzie miejscami występują wapienne klify. Ponadto ciągną się także odcinki z piaszczystymi plażami.

## Budowa geologiczna i rzeźba
Sokotra, jak i pozostałe wyspy leżą na północnym krańcu płyty afrykańskiej, niemal na granicy płyt: afrykańskiej i arabskiej. Sokotra jest wyspą pochodzenia kontynentalnego. Wyspy są w większości zbudowane z wapieni, a Abd al-Kuri otoczona jest rafą koralową. Sokotra jest wyspą górzystą, gdzie średnie wysokości nad poziom morza wynoszą 400–500 m n.p.m., a obszary nizinne zajmują niewielką część kraju skupiając się na wybrzeżu. Góry Hadżhir zajmują wschodnią część Sokotry, gdzie najwyższy szczyt Jebel Meshenig ma około 1503 m n.p.m. Rzeźba Sokotry jest urozmaicona, gdzie występują płaskowyże, suche doliny wadi, czy równiny leżące na wybrzeżu. Na Sokotrze znajdują się także krasowe jaskinie.
Pozostałe wyspy także cechują się rozwiniętą rzeźbą terenu. Abd al-Kuri jest wąską nizinną wyspą, którą urozmaicają niewielkie wzgórza osiągające 256 m n.p.m. Samha pomimo niewielkich rozmiarów jest wysoka, gdzie średnie wysokości wynoszą 430–480 m n.p.m. Większość Samhy zajmuje płaskowyż. Najmniejsza Darsa także cechuje się dużymi wysokościami, zajmujące prawie całą powierzchnię skaliste pasmo wznosi się do 400 m n.p.m. Jedynie północny część Darsy ma postać nizinne, nadmorskiego pasa.

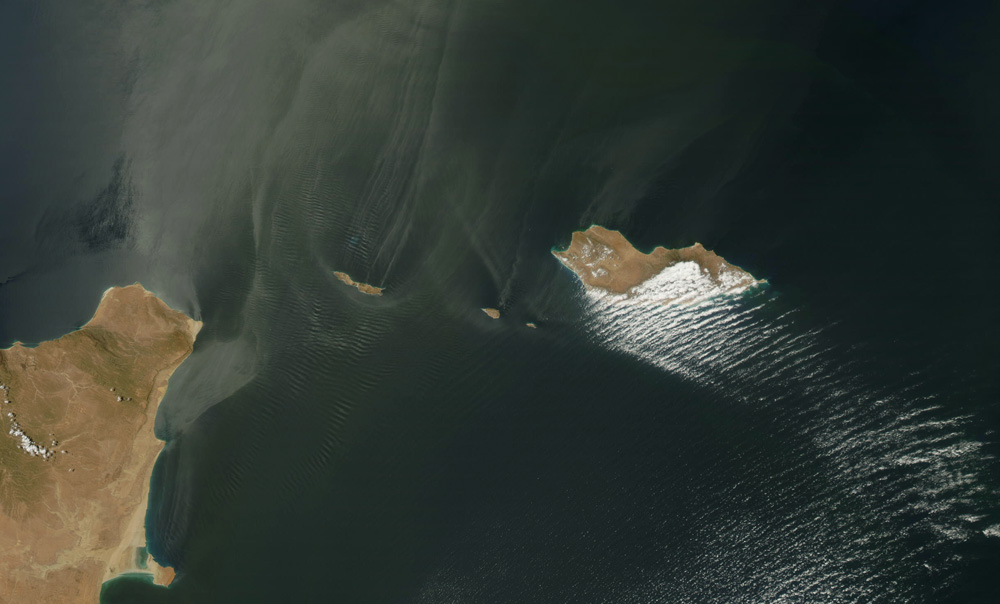
Zdjęcie satelitarne archipelagu Sokotry

## Klimat
Mimo bliskości równika (1300 km) i obecności akwenów morskich, Sokotra i pozostałe wyspy cechują się zwrotnikowym klimatem. Klimat Sokotry jest suchy, czego przyczyną jest bliskość ogromnych lądów (Afryka, Półwysep Arabski) i przede wszystkim działanie wiatrów monsunowych i prądów morskich.
Temperatury przez cały rok są wysokie i wynoszą od 23–25 °C w okresie zimowym do 30–32 °C latem. Największe upały występują w maju, gdzie temperatury sięgają 40 °C. Opady deszczu są niskie, typowe dla klimatu zwrotnikowego suchego. Średnie wartości wynoszą 150-200 mm. Największe ilości opadów przypadają na okres listopad-grudzień, są 2/3 rocznych opadów. Pozostała 1/3 to opady czerwcowe. Wiejące w półroczu zimowym wiatry monsunowe z północy nie przynoszą opadów. Podobnie jest w okresie letnim, kiedy wyspy dostają się pod wpływ zimnej, suchej odmiany Prądu Somalijskiego. Przez cały rok utrzymuje się wysoka wilgotność powietrza.

## Wody
Sieć rzeczna na Sokotrze ogranicza się jedynie do suchych dolin wadi. Występują jedynie rzeki okresowe. Na pozostałych wyspach wody powierzchniowe nie istnieją.

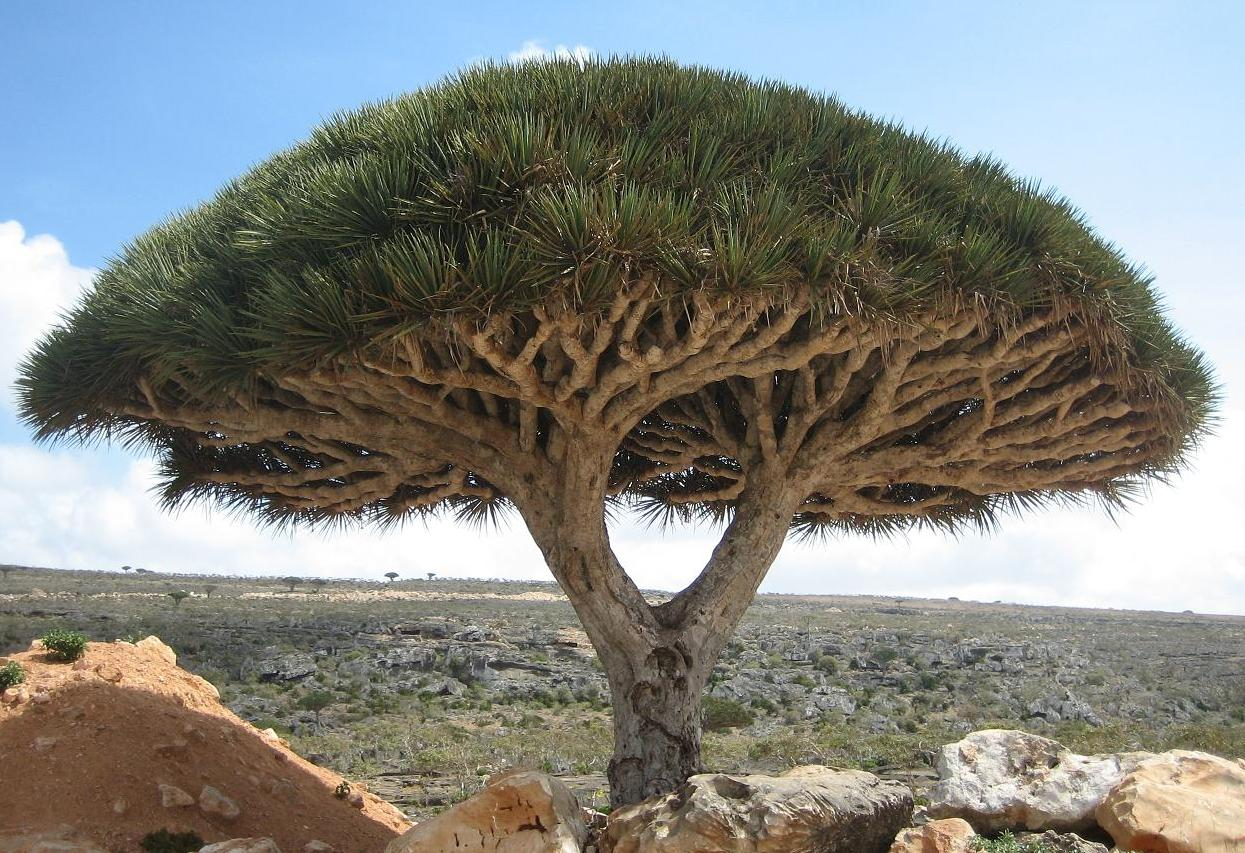
Dracena – endemiczne drzewo Sokotry

## Gleby
Pokrywa glebowa reprezentowane jest przez pustynne i suche odmiany gleb – kserosoli i regosoli, a także litosoli związanych z górskich charakterem wysp.

## Flora i fauna
Szata roślinna wyspy jest dobrze zachowana. Występuje wiele gatunków endemicznych. Charakterystycznym drzewem Sokotry jest dracena – smocze drzewo, posiadające czerwoną żywicę – tzw. smoczą krew. Powszechna jest roślinność kserofityczna, związana ze strefą klimatyczną Sokotry. Na wyspie rosną także palmy daktylowe, które są drzewem uprawnym (pozyskiwanie daktyli) i suchych lasów sezonowo zrzucających liście. Do niezwykłych gatunków drzew należy Adenium obesum – niewielkie drzewo przypominające małego baobaba.
Fauna cechuje się występowaniem wielu gatunków endemicznych. Liczne są jadowite gatunki pająków i skolopendry. Na wyspie żyje 6 endemicznych gatunków ptaków. Dla tego suchego półpustynnego regionu charakterystyczne są także gady, głównie jaszczurki.